# Limenitis zalma
Limenitis zalma är en fjärilsart som beskrevs av Hans Fruhstorfer 1915. Limenitis zalma ingår i släktet Limenitis och familjen praktfjärilar. Inga underarter finns listade i Catalogue of Life.